# Межотраслевой научно-технический комплекс «Микрохирургия глаза»

МНТК «Микрохирургия глаза» в Хабаровске

Межотраслевой научно-технический комплекс «Микрохирургия глаза» (центр Фёдорова, клиника Фёдорова) — одна из ведущих офтальмологических клиник России.
Полное наименование — Федеральное государственное автономное учреждение "Национальный медицинский исследовательский центр «Межотраслевой научно-технический комплекс „Микрохирургия глаза“ имени академика С. Н. Федорова»" Минздрава России.
Располагается в Москве, по адресу Бескудниковский бульвар, дом 59а.

## История
Исследования, положенные в основу методов, применяемых в клинике, велись с 1967 года коллективом энтузиастов, в состав которого входили С. Н. Федоров, В. Д. Захаров, Э. И. Захарова, А. А. Ивашина и А. И. Колинко.
Одной из приоритетных целей изысканий группы было создание интраокулярной линзы. Прогрессивность методики состояла в том, что до этого момента отечественная офтальмологическая наука подразумевала только то, что инородное тело из глаза можно удалять, но никак не помещать в него. Учёные добились успеха, и созданные ими образцы искусственных хрусталиков успешно помогали людям видеть.
В 1974 году лаборатория официально стала самостоятельным учреждением — Московской научно-исследовательской лабораторией экспериментальной и клинической хирургии глаза (МНИЛЭКХГ). С этого момента применяемая методика лечения стала широко известна в СССР. Лаборатория размещалась вначале на территории 50-й городской больницы, позже — на территории 81-й городской больницы.
Однако предоставленные площади были малы и недостаточны для приёма всех желающих. По распоряжению постановления № 491 Совета Министров СССР от 24 апреля 1986 года недалеко от больницы № 81 (на Бескудниковском бульваре) началось строительство комплекса зданий республиканской больницы.
Постановлением Правительства СССР от 11 сентября 1980 года МНИЛЭКХГ реорганизована в Московский НИИ микрохирургии глаза. Позднее, в 1986 году, было принято постановление правительства СССР, подписанное Н. И. Рыжковым, согласно которому построены филиалы в 11 городах СССР: Москве, Ленинграде, Волгограде, Краснодаре, Чебоксарах, Новосибирске, Калуге, Свердловске, Тамбове, Хабаровске, Иркутске, Оренбурге.
Перед вновь созданным комплексом были поставлены следующие задачи:
- создание прогрессивной технологии и новых методов хирургического лечения глазных болезней;
- организация широкого использования разработок комплекса в практике оказания офтальмологической помощи населению, внедрение новых методов и средств в диагностику и хирургическое лечение заболеваний глаз;
- проведение научно-исследовательских, опытно-конструкторских и технологических работ по созданию высококачественных приборов, инструментов и материалов, изготовление опытных образцов и доведение их совместно с заинтересованными министерствами и ведомствами до серийного производства;
- организация работы по изобретательству и рационализации на основе перспективных планов научно-исследовательских работ и планов внедрения, своевременное использование изобретений и рационализаторских предложений;
- создание информационных фондов, отражающих новейшие достижения отечественной и зарубежной науки в области офтальмохирургии, организация информационного обеспечения заинтересованных организаций и предприятий;
- проведение и координация фундаментальных, а также прикладных исследований и разработок по соответствующим заданиям Комплексной программы научно-технического прогресса стран-членов СЭВ;
- разработка и совершенствование организационных, социально-экономических и хозяйственных основ управления комплексом, обеспечение широкого участия трудового коллектива в управлении, развитие социалистического соревнования, осуществление мероприятий по социальному развитию коллектива, улучшению культурно-бытовых и жилищных условий сотрудников, создание благоприятных санитарно-гигиенических и безопасных условий труда.

Наряду с научной деятельностью, комплекс выполняет консультативную и лечебную помощь; к 1989 году расчётная нагрузка одного филиала составляла 12—15 тыс. хирургических операций в год. Вся сеть из 12 филиалов способна производить 220—250 тыс. операций в год. Каждый филиал включает в себя операционный блок и пансионат на 300 мест.
Отличительной особенностью работы комплекса в 1980—1990-е годы был принцип конвейера — как на этапе диагностики, так и в ходе операций, что позволяло существенно увеличить пропускную способность.
В 1982 году сотрудниками МНТК С. Ю. Анисимовой (в последующем создавшей свою офтальмологическую клинику) и В. И. Козловым был создан новый способ хирургического лечения глаукомы — непроникающая глубокая склерэктомия. В дальнейшем эта методика благодаря её высокому уровню эффективности и низкой вероятности осложнений стала одной из наиболее распространённых антиглаукоматозных операций в мире.
В середине 1980-х С. Н. Фёдоров вместе с ведущими учёными лауреатами Нобелевской премии Н. Г. Басовым и А. М. Прохоровым (Институт общей физики АН СССР) разработал и создал серию установок эксимерного лазера «Профиль» и методику для лечения близорукости. Модернизированный в 1995 году вариант лазерной установки позволял выполнять операции при близорукости без механического воздействия на глаз и превосходил имевшиеся к этому времени зарубежные аналоги.
В 1989 году было создано совместное предприятие МНТК «Микрохирургия глаза» и Совкомфлота «Флокс». Оно эксплуатировало «плавучую клинику» — судно «Пётр Первый», которое отправилось в ОАЭ, где простоял в качестве глазной клиники до апреля 1990 года. Работа клиники была нарушена войной в Персидском заливе и «Пётр Первый» перешёл работать в порт Ларнака на Кипре, где проработал до января 1991 года.

## Современное состояние
В настоящее время МНТК оказывают услуги как бесплатно (в рамках программы обязательного медицинского страхования), так и на коммерческой основе. Нынешние мощности комплекса позволяют осуществлять ежегодно до 700 тысяч обследований и 300 тысяч операций.
После гибели основателя клиники С. Н. Фёдорова в 2000 году МНТК присвоено его имя, на входе установлена мемориальная доска. На территории комплекса организован кабинет-музей, заведует которым дочь учёного — Ольга Святославовна Фёдорова.
Издаются журналы «Офтальмохирургия» и «Новое в офтальмологии», научная и учебно-методическая литература, монографии. В составе МНТК функционирует гостиница для пациентов и сопровождающих. Работают буфеты, столовая, кафе, салон оптики.

### Филиалы

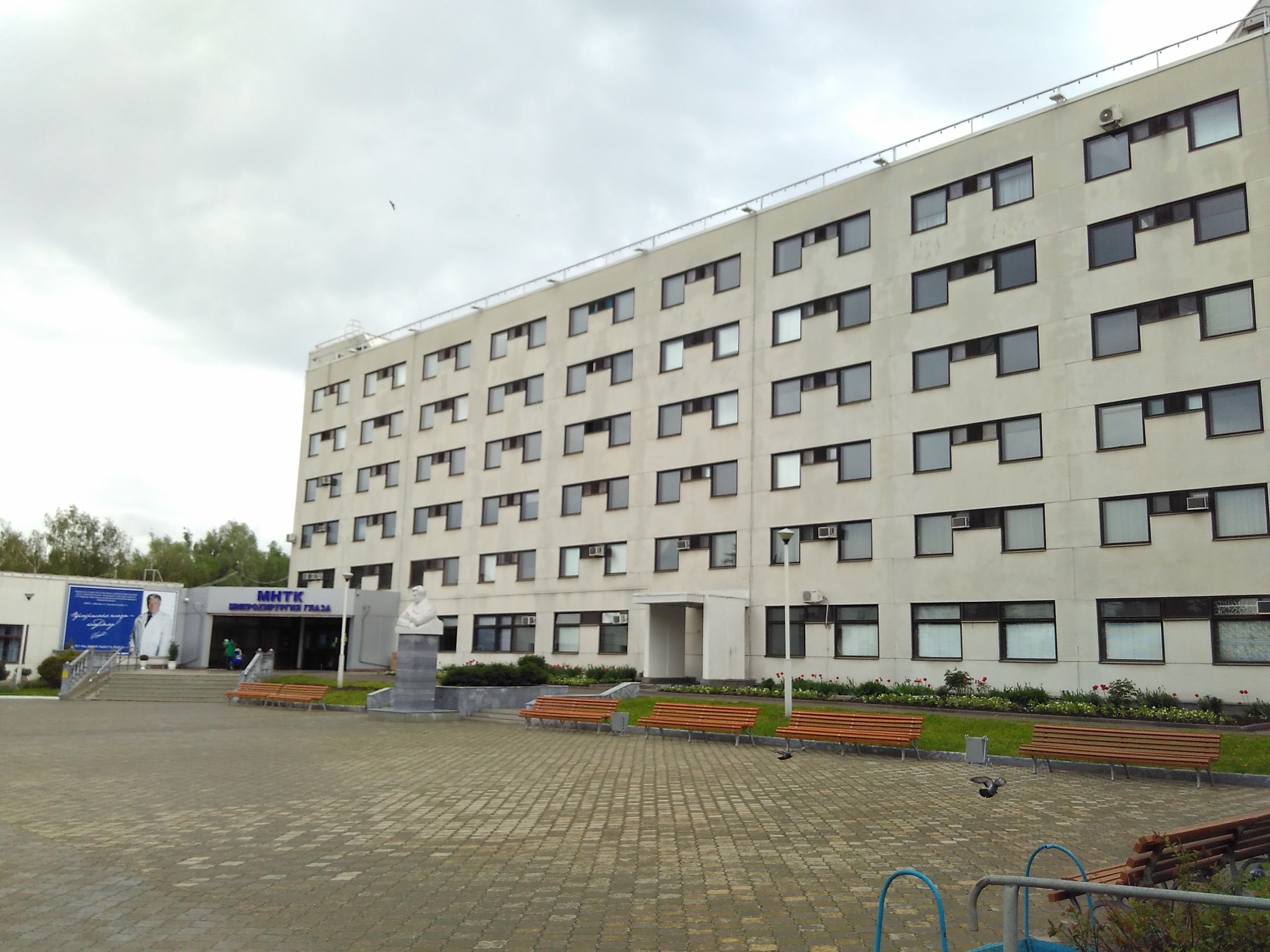
Здание Чебоксарского филиала МНТК «Микрохирургия глаза»

- Волгоградский филиал (Волгоград, ул. Землячки, д. 80)
- Иркутский филиал (Иркутск, ул. Лермонтова, д. 337)
- Краснодарский филиал (Краснодар, ул. Красных партизан, д. 6)
- Калужский филиал (Калуга, ул. Святослава Федорова, д. 5)
- Новосибирский филиал (Новосибирск, ул. Колхидская, д. 10)
- Оренбургский филиал (Оренбург, ул. Салмышская, д. 17)
- Санкт-Петербургский филиал (Санкт-Петербург, ул. Я. Гашека, д. 21)
- Тамбовский филиал (Тамбов, Рассказовское шоссе, д. 1)
- Хабаровский филиал (Хабаровск, ул. Тихоокеанская, д. 211)
- Чебоксарский филиал (Чебоксары, пр-т Тракторостроителей, д. 10)

В 1986—1993 годах в структуре комплекса имелся одиннадцатый, Екатеринбургский филиал, в 1993 году акционированный и преобразованный в ЗАО «Екатеринбургский центр МНТК „МГ“».
В 1986—1990 годы и с 2006 года и по настоящее время в структуре комплекса имеется двенадцатый филиал, производственное подразделение — «Экспериментально-техническое производство „Микрохирургия глаза“», которое изготавливает искусственные хрусталики глаза, полимерные изделия для офтальмохирургии и металлический микрохирургический инструмент.
Также имеются представительства («консультативно-диагностические приёмы») в Белгороде, Владимире, Вязьме, Железногорске, Климовске, Коломне, Наро-Фоминске, Новомосковске, Подольске, Протвино, Сафоново, Смоленске, Троицке и других городах.

## Руководители
- 1986—2000 — С. Н. Федоров
- 2001—2011 — Х. П. Тахчиди (до этого руководил ЗАО «Екатеринбургский центр МНТК „МГ“»)
- 2011—2021 — А. М. Чухраёв
- 2022 — О. В. Гриднев (и. о.)
- 2023 — А. В. Дога (и. о.)
- 2023 — наст. время — Д. Г. Арсютов